# ماري دونلون ألجر
ماري دونلون ألجر (بالإنجليزية: Mary Donlon Alger)‏ هي قاضية أمريكية، ولدت في 25 أغسطس 1893 في أوتيكا في الولايات المتحدة، وتوفيت في 5 مارس 1977 في توسان في الولايات المتحدة.